# یواس‌اس سافلی (دی‌دی-۴۶۵)
یواس‌اس سافلی (دی‌دی-۴۶۵) (به انگلیسی: USS Saufley (DD-465)) یک کشتی بود که طول آن ۱۱۴٫۷ متر (۳۷۶ فوت) بود. این کشتی در سال ۱۹۴۲ ساخته شد.